# ジョージ・イーズ
ジョージ・イーズ (George Eads, 1967年 - ) はアメリカ合衆国出身の俳優。テレビシリーズ『CSI:科学捜査班』のニック・ストークス役で知られている。

## 経歴
テキサス出身。テキサス工科大学でマーケティングを学び、1990年に卒業。役者を志す前にはコピー機のセールスマンをしていた。1994年にデビュー。2000年から2015年まで、人気シリーズ『CSI:科学捜査班』に捜査官ニック・ストークス役でレギュラー出演した。

## 私生活
2009年11月、6年越しの恋人モニカ・ケイシーと婚約。2011年に結婚。2014年8月に、第一子となる女児 ディラン (Dylan) が生まれる。2015年、二人は離婚の申請をした。

## 主な出演作品

### 映画
- 硝子の絆 The Ultimate Lie (1996) - Ben McGrath
- 妬む女 Crowned and Dangerous (1997) - Riley Baxter
- スプリング 死の泉 The Spring (2000) - ガス
- ミラクル・タッチダウン Second String (2002) - トミー・ベイカー
- 沈黙のSHINGEKI/進撃 Gunshot Straight (2014) - ジャック・ダニエル
- SEXエド チェリー先生の白熱性教育 Sex Ed (2014) - ジミー
- 長沙里9.15 장사리:잊혀진 영웅들 (2019) - スティーブン大佐

### テレビシリーズ
- サバンナ Savannah (1996-1997) - ニック・コレッリ
- ER緊急救命室 ER (1997-1998) - グレッグ・パウエル
- CSI:科学捜査班 CSI: Crime Scene Investigation (2000-2015) - ニック・ストークス
- MACGYVER/マクガイバー Macgyver（2016-2019）- ジャック・ダルトン ※シーズン3までレギュラー出演
- This Is Us (2020-2021)